# Pomatoschistus canestrinii
Pomatoschistus canestrinii é uma espécie de peixe da família Gobiidae.
Pode ser encontrada nos seguintes países: Albania, Croácia, Itália e Sérvia e Montenegro.